# Poèmes runiques
Les poèmes runiques sont trois poèmes rédigés dans autant de langues et décrivant des alphabets runiques. Ils sont tous trois structurés de manière identique : à chaque rune est dédiée une strophe qui la décrit. Les poèmes runiques sont nommés d’après leur origine : poème runique anglo-saxon (rédigé en vieil anglais), poème runique norvégien (vieux norvégien) et poème runique islandais (vieux norrois).
Les poèmes islandais et norvégien listent les seize runes du Fuþark récent, alors que le poème anglo-saxon décrit 26 runes anglo-saxonnes. Leurs contenus ne sont pas identiques, mais on peut trouver de nombreux parallèles d’un poème à l’autre. De plus, ils contiennent plusieurs références à des personnages des paganismes norrois et anglo-saxon, ces derniers étant accompagnés de références chrétiennes. On trouve également une liste de noms de runes dans un manuscrit du IXe siècle, l’Abecedarium Nordmannicum, mais son caractère poétique est sujet à débat.
On suppose que les poèmes runiques constituaient un moyen mnémotechnique permettant de mémoriser l’ordre et le nom de chaque rune. Ils constituaient également un important catalogue d’informations culturelles comparables aux dictons anglo-saxons et aux poésies gnomique et norroise de sagesse et d’enseignement.

## Poèmes runiques

### Anglo-saxon

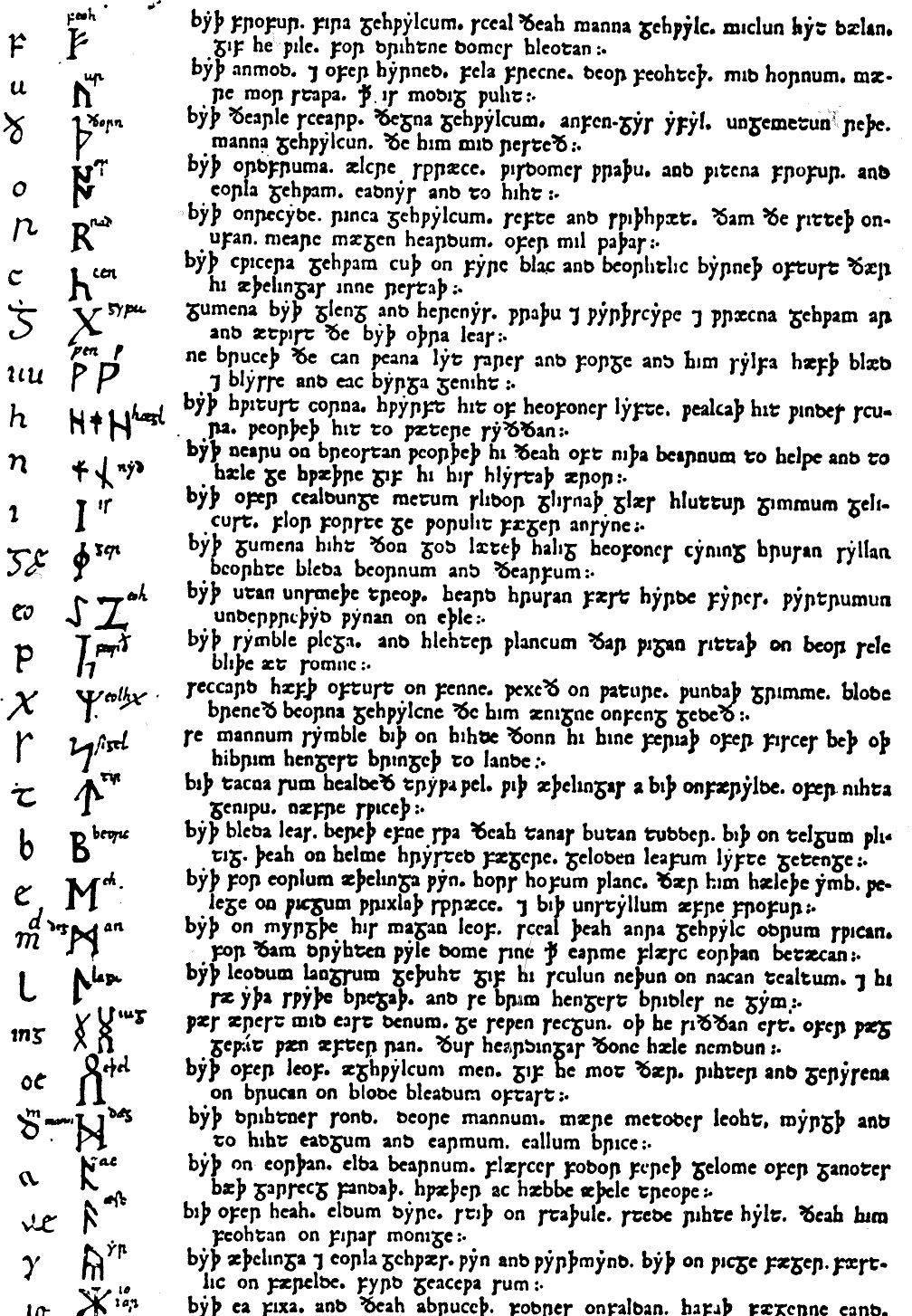
Le poème runique anglo-saxon tel qu'édité par George Hickes en 1705.

Le poème runique anglo-saxon que nous connaissons fut probablement écrit au VIIIe ou IXe siècle. Il nous est parvenu grâce à un manuscrit du Xe siècle de la bibliothèque Cotton (Otho B.x, fol. 165a - 165b) qui fut perdu en 1731 lors de l'incendie d'Ashburnham House. Toutefois, un érudit du nom de George Hickes en avait réalisé une copie en 1705, permettant au poème de survivre.
Il est possible que la copie de George Hickes présente des différences avec l’original. La copie est en prose, divisée en 29 paragraphes, et une gravure de chaque rune dans la marge de gauche du paragraphe correspondant. Cinq des runes (wen, hægl, nyd, eoh et ing) sont accompagnées de graphies variantes et deux runes supplémentaires figurent en bas de la marge : cweorð et calc (non nommée), dont le poème en lui-même ne fait pas mention. D’autres gravures apparaissent dans le pied de la page et font apparaître deux autres runes : stan et gar.
D’après Van Kirk Dobbie, le texte original n’était pas arrangé de cette manière et il est possible que le poème runique anglo-saxon original ressemblait davantage aux poèmes norvégien et islandais.
À titre d’exemple, voici le contenu de la première strophe du poème en anglo-saxon et sa traduction en français :
| Feoh byþ frofur fira gehwylcum;           | La richesse est pour tous un réconfort              |
| sceal ðeah manna gehwylc miclun hyt dælan | cependant chaque homme doit la dispenser grandement |
| gif he wile for drihtne domes hleotan.    | s’il veut obtenir la gloire du Seigneur.            |

### Norvégien
Le poème runique norvégien nous est parvenu par l’intermédiaire d’une copie du XVIIe siècle d’un manuscrit du XIIIe siècle, depuis détruit. Il est d’inspiration scaldique ; chaque strophe est composé de deux vers, le premier décrivant la rune et son sens, le deuxième fournissant une information plus générale plus ou moins liée à la rune.
| Fé vældr frænda róge; | La richesse est source de discorde parmi les parents ; |
| føðesk ulfr í skóge.  | le loup vit dans la forêt.                             |

### Islandais
Le poème runique islandais figure dans quatre manuscrits de la collection Arnamagnæ, le plus récent datant de la fin du XVe siècle. Il est considéré comme le plus organisé des poèmes runiques (l’Abecedarium Nordmannicum compris) et sa forme est comparable au ljóðaháttr.
| Fé er frænda róg  | Richesse — Source de discorde entre parents |
| ok flæðar viti    | et feu de la mer                            |
| ok grafseiðs gata | et voie du serpent.                         |
| aurum fylkir.     | or — roi                                    |

## Abecedarium Nordmannicum

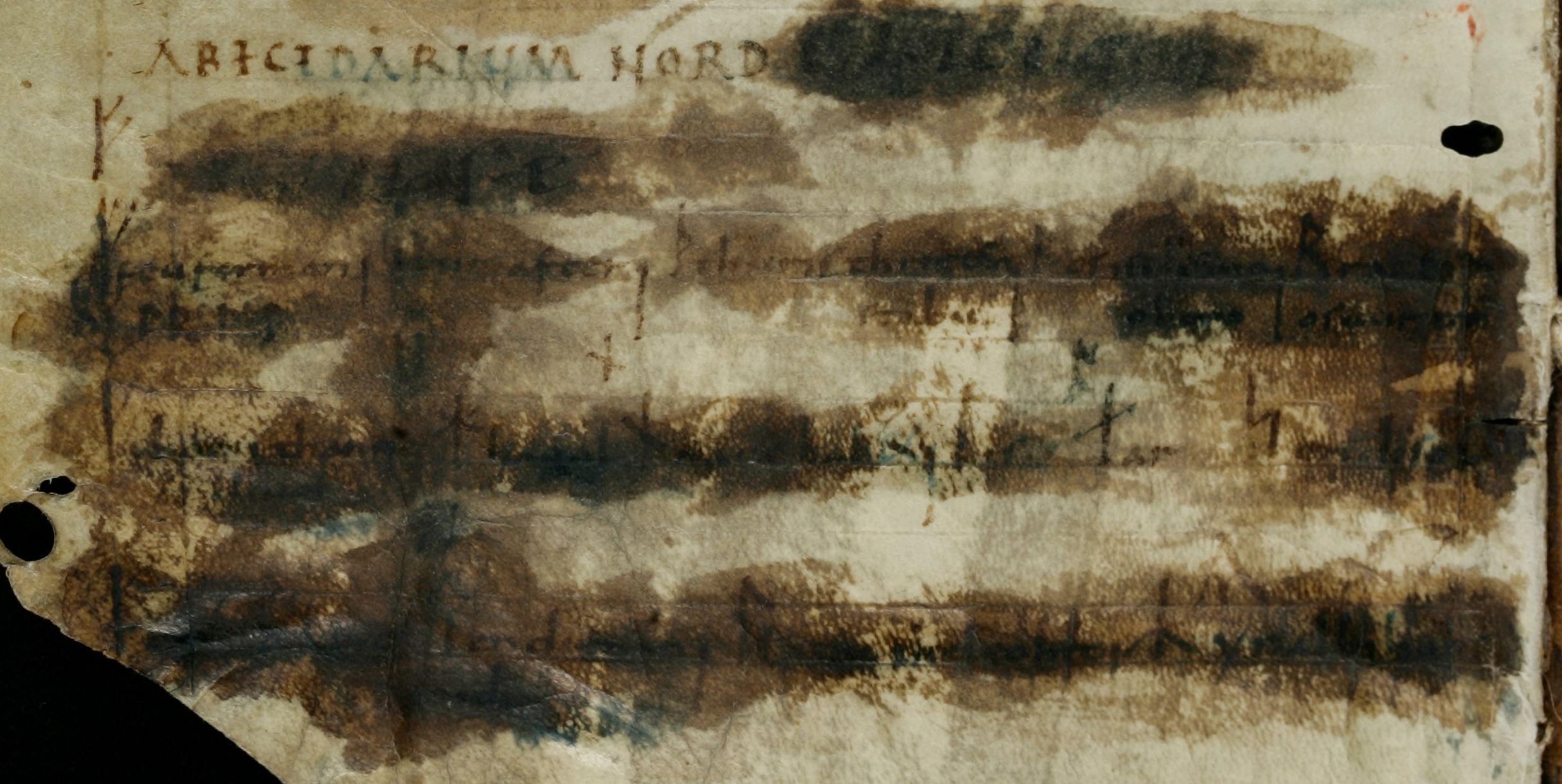
Le texte de lAbecedarium Nordmannicum a été abîmé au XIXe siècle par les produits chimiques employés pour sa conservation.

Avec une présence attestée dès le IXe siècle, l’Abecedarium Nordmannicum est le plus ancien catalogue de runes nordiques connu, bien qu’il soit en partie en germanique continental et qu’il fasse figurer plusieurs runes anglo-saxonnes de type distinct. Ce texte fait partie du Codex Sangallensis 878 conservé dans l’abbaye de Saint-Gall. Il est peut-être originaire de Fulda, en Allemagne.
Il y a aussi des différences quant-à l'interprétation de la transcription.

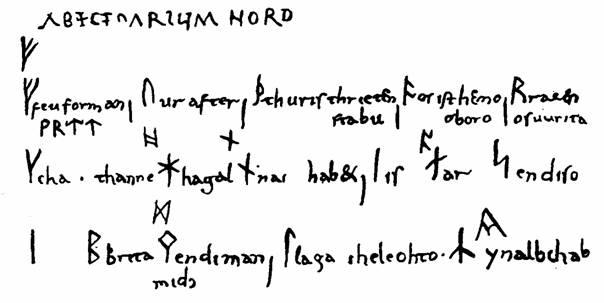
La transcription de l’Abecedarium Nordmannicum effectuée par Wilhelm Grimm avant la détérioration du manuscrit.

- La transcription fait par Grimm suit (les slash indiquent les mots écrit sous la ligne):

ᚠ feu forman /ᚹᚱᛠᛏ | ᚢ ur after | ᚦ thuris thrit[c]en / stabu |  ᚭ os ist [he]mo / oboro | ᚱ rat end/os uuritan
ᚴ cha[on] thanne / cliuot  ᚼ hagal ᚾ nau[t] hab& ᛁ is  ᛅ ar ᛋ endi so[l]
ᛒ brica ᛙ endi man / midi | ᛚ lagu the leohto | ᛦ yr al bihab[et]
L' Abecedarium Nordmanicum est sur la même page que L' Abecedarium Anguliscum (les runes Anglo-Saxonnes). Il y a des gloses entre les lignes pour certaines runes qui sont communes avec le Futhark récent, donnant les équivalences phonétiques Anglo-Saxonnes:
ᚼ hagal est glossé avec ᚻ haegl, ᛅ ar avec ᚪ ac, ᛙ man avec ᛗ man, et ᛦ yr avec ᚣ yr.
Les runes Anglo-Saxonnes ᚹᚱᛠᛏ  wreat (wreath? Anglo-Saxon pour couronne donc premier? ) sont écrites sous le feu forman de la première ligne. Il n'est pas clair si cela fait partie du poème. 
- Gallée (1894) interprète le texte comme suit[7]:

Feu forman, Ur after, Thuris thritten stabu, Os ist imo oboro, Rat endost uuritan.
Chaon thanne cliuet Hagal Naut habet Is, Ar endi Sol.
Tiu, Brica, endi Man midi, Lagu the leohto, Yr al bihabet.
Le imo de la première ligne est aussi la façon de lire de M von Arx; il est aussi lu comme hiemo or heno or keno tous de mots inconnus. Le nom tiu est une interprétation pour un manque dans le texte. 
- Dickins (1916) donne l'interprétation suivante (en cursif les lettres rajoutées à la suite d'une interprétation d'un défaut dans le parchemin)[8]:

Feu forman /  Ur after  /  Thuris thritten stabu, /  Os is himo oboro / Rat endost ritan
Chaon thanne cliuôt. / Hagal, Naut habet /  Is,  Ar endi Sol
Tiu, Brica endi Man midi / Lagu the leohto /  Yr al bihabet.
Traduit ce texte peut être interprété comme une simple liste mnémotechnique cela donne quelque chose comme ceci 
"Feu [écrit]  premier, Ur après, Thuris la troisième lettre, Os le suit, Rat finit la ligne."
"Chaon ensuite suit ("sépare"), Hagal as ("Naut")  Is, Ar puis Sol."
"[Tiu], Brica et Man au milieu, Lagu le brillant, Yr conclut ("contient") le tout."
Le texte ne semble pas donner une signification quelconque aux noms des lettres, mais donne plutôt leur ordre d'apparition.
Une exception possible est lagu qui est glosé comme "le brillant" (lioht  en Vieux haut Allemand comme l'adjectif "brillant, lumière, clair", ou comme nom liohta "lampe, balise").